# 可可比奇

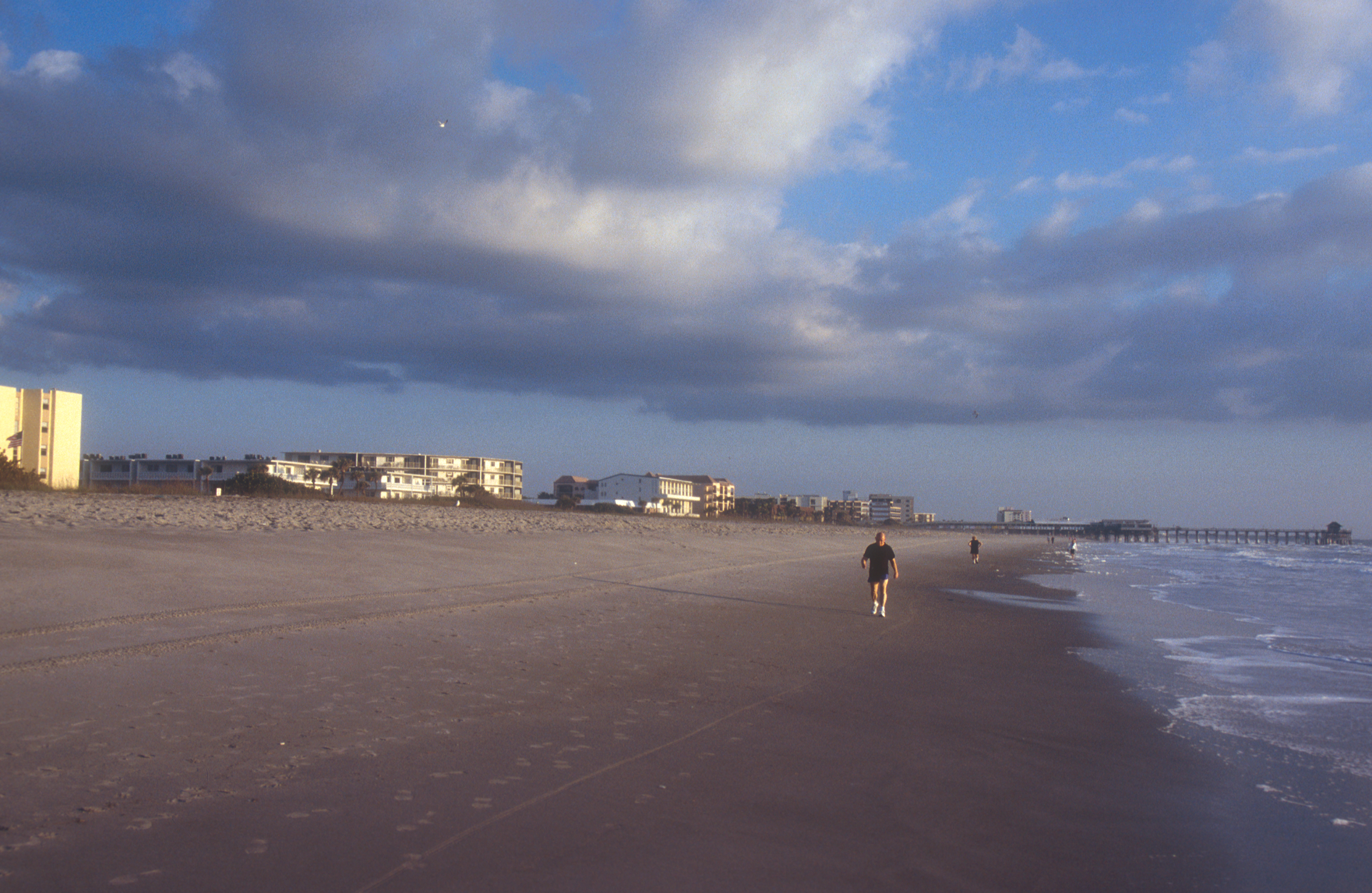
可可比奇

可可比奇（英語：Cocoa Beach），美國佛羅里達州布羅瓦郡（Brevard County）的城市，建城於1957年。2000年的人口普查，這個城市的人口約有12,482人。根據2005年美國的人口普查，這個城市的人口有12,435人。1950年之前主要發展觀光事業，1950年後甘迺迪太空中心與卡納維爾角被當作基地發展太空事業。
這個城市在佛羅里達州東部卡納維爾角的南方，除了卡納維爾角和臨近大西洋外，也因為Ron Jon這家全球知名的衝浪商店而聞名。這家店的後面則是衝浪的博物館和衝浪學校。